# Torpedo Pleven
El Torpedo Pleven fue un equipo de fútbol de Bulgaria que jugó en la Liga Profesional de Bulgaria, la primera división nacional.

## Historia
Fue fundado en el año 1949 en la ciudad de Pleven luego de que el Partido Comunista de Bulgaria tomara la decisión de reformar las instituciones deportivas en el país basándose en el modelo soviético, desapareciendo varios equipos deportivos y los pasó a Organizaciones Voluntarias Deportivas (DSO) y los equipos eran compuestos por distintos sectores económicos y en el caso del Torpedo Pleven representaba a los obreros.
En 1950 juega en la Liga Profesional de Bulgaria como campeón de la ciudad en la que apenas salva la categoría, pero descendería en la siguiente temporada al solo hacer 5 puntos en 22 partidos. Dos años después regresa a la primera división como campeón de la ciudad para descender tras una temporada
El club desaparece en 1957 luego de fusionarse con el Spartak Pleven.
El club jugó tres temporadas en la Liga Profesional de Bulgaria donde jugó 66 partidos registrando 9 victorias, 14 empates y 43 derrotas; anotó 48 goles y recibió 167.

## Palmarés
- B PFG: 2

1949, 1953